# 許文公
許文公（？—？），姜姓，《資治通鑑外紀》記載名興父，為西周春秋諸侯國許國第8任君主，在位期間不詳。其父為許武公。
據《左傳正義》及《通鑑外紀》記載周幽王死後，與申侯、繒侯在申國擁立周平王為天子，與擁立王子余臣的虢公翰對立。